# Akasaka-juku (Nakasendō)
Pour les articles homonymes, voir Akasaka-juku (Tōkaidō).
Akasaka-juku (赤坂宿, Akasaka-juku) était la cinquante-sixième des soixante-neuf stations du Nakasendō. Elle est située dans la ville moderne d'Ōgaki, préfecture de Gifu au Japon. Elle était florissante durant la période Edo car elle se trouvait dans une vallée fertile et près d'une rivière.

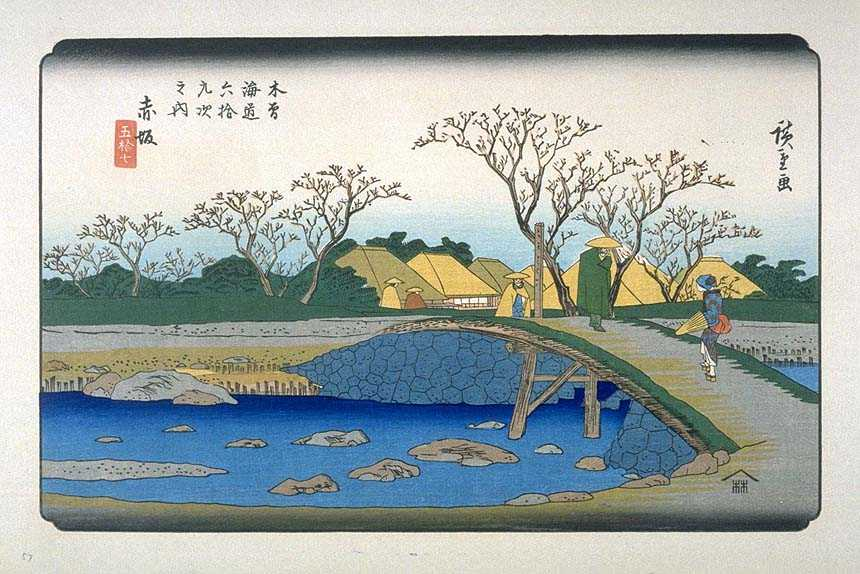
Akasaka-juku, estampe de Hiroshige de la série Les Soixante-neuf Stations du Kiso Kaidō.

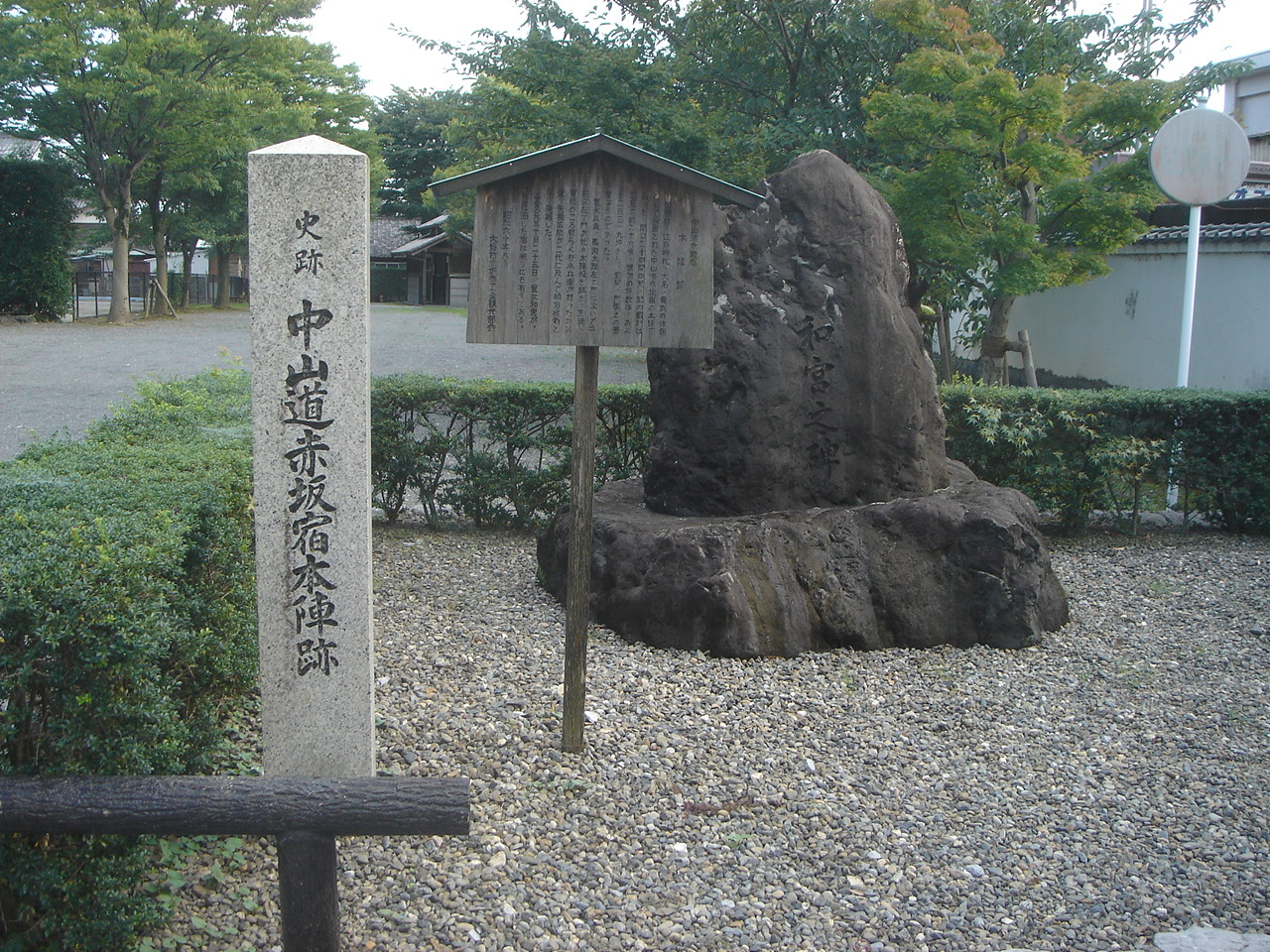
Marqueur indiquant l'emplacement du honjin à Akasaka-juku.

En 1843, la station comptait 1 129 résidents et 292 bâtiments dont un honjin, un honjin secondaire et 17 hatago.

## Stations voisines
Nakasendō
Mieji-juku – Akasaka-juku – Tarui-juku